# Sanaag
Sanaag (arabisch سناغ Sanāgh) ist eine Region (Gobol-ka) im Norden Somalias. Ihre Hauptstadt ist Erigabo.
Sanaag liegt am Golf von Aden und die Küste von Sanaag ist als die Maakhirküste bekannt. Die Region war in der Verwaltungsgliederung Somaliland vor dem somalischen Bürgerkrieg in die Distrikte Badhan, Erigabo, El Afweyn (Ceel-Afweyn) und Laasqorey eingeteilt. Seitdem ist die Zugehörigkeit der Region umstritten. Sowohl das de facto unabhängige Somaliland als auch der de facto autonome Teilstaat Puntland zählen Sanaag zu ihrem jeweiligen Staatsgebiet. In der Verwaltungsgliederung von Puntland, aber auch von Somaliland existieren Einteilungen in bis zu 19 Distrikte.
Das westliche Drittel von Sanaag wird vom Clan der Isaaq bewohnt, die übrigen zwei Drittel im Osten von - sowie im Südosten

## Zugehörigkeit und Grenzstreit

Flagge von Maakhir

Flagge von Khaatumo

Die Region ist immer wieder Schauplatz des Grenzstreit zwischen Somaliland und Puntland, hat aber auch intern zunehmenden Anteil am Konflikt.
So riefen am 1. Juli 2007 Warsangeli in Badhan angesichts der Streitigkeiten zwischen Somaliland und Puntland um ihr Gebiet Maakhir als neue autonome Teilrepublik Somalias aus.
Nach Beilegung der Konflikte des Clans der Warsangeli mit den politischen Kräften in Puntland, gab man die Unabhängigkeitsbestrebungen wieder auf. Am 11. Januar 2009 erklärte der Maakhir-Staat seine Auflösung durch Anschluss an Puntland.
Im Jahr 2012 wurden von Dhulbahante der Northland State bzw. Khaatumo State of Somalia ausgerufen, die neben Gebieten der Nachbarregionen auch jeweils Anspruch auf den vom eigenen Clan bewohnten Teil von Sanaag erheben, dabei Autonomie, andererseits aber auch ihren Verbleib in Somalia zum Ziel haben.
Neben der Clanzugehörigkeit spielt auch die seit Jahren aktive Bewegung der SSC (Sool, Sanaag und Ceyn) eine größere Rolle, die für den Verbleib des Gebiets in Somalia eintritt und die politische Richtung Somalilands ablehnt, welches sich von Somalia getrennt hat und internationale Anerkennung als eigener Staat anstrebt.

## Wirtschaft
Eine wichtige Einkommensquelle der Bauern in Sanaag ist die Weihrauch-Gewinnung.